# المحطة الحرارية (محردة)
المحطة الحرارية أو محطة توليد الطاقة الكهربائية في محردة هي محطة توليد طاقة كهربائية تقع في القسم الشمالي من مدينة محردة على كتف سد محردة على نهر العاصي في محافظة حماة. وهي إحدى محطّات الطاقة المسؤولة عن تزويد البلاد بالطاقة الكهربائية.

## مكونات المحطة ومواصفاتها
تتألف المحطة من أربع مجموعات بخارية وعنفة غازية, استطاعة المجموعات (2×150) + (2×165) + (30) ميغا وات أي بإجمالي (660) ميغا وات. تشغل العنف باستعمال الغاز الطبيعي والوقود والمازوت.
ويتم توليد الطاقة في المجموعتين (1+2) على توتر (12) ك.ف, وفي المجموعتين (3+4) على توتر (15) ك.ف, ويتم رفع هذا التوتر عبر محولات رئيسية إلى 230 ك.ف
يبلغ عدد العاملين في الشركة 705 عاملاً وعاملة. وتقوم الشركة بتأمين السكن العمالي بأجور رمزية والنقل المجاني - العلاج المجاني للعاملين وأسرهم - اللباس - الوجبة الغذائية - الحوافز الإنتاجية - المكافآت التشجيعية.